# Samuel Schultz
Pour les articles homonymes, voir Schultz.
Samuel Schultz, né le 11 décembre 1985 à Missoula, est un cycliste américain spécialiste de VTT cross-country. Il termine 15e de l'épreuve olympique 2012.

## Palmarès en VTT

### Championnats des États-Unis
- Champion des États-Unis de cross-country : 2012